# Vévoda ze Sussexu

Erb prince Harryho, vévody ze Sussexu

Vévoda ze Sussexu je šlechtický titul, jeden z několik královských vévodských titulů, který byl zatím udělen ve Velké Británii pouze dvakrát. Jméno nese po historickém území Sussex v Anglii. Titul není dědičný a může být udělen pouze vládnoucím králem nebo královnou.

## Historie
Titul spojený se Sussexem se poprvé objevil již za existence království Sussex, anglosaského království, které bylo anektováno okolo roku 827 a stalo se součástí Anglického království. V listinách byli sussexští monarchové někdy označováni jako ealdorman, latinsky: duces, což se překládá do angličtiny jako "duke" (vévoda).

### Vznik titulu v roce 1801
Titul vévoda ze Sussexu byl poprvé udělen dne 24. listopadu 1801 princi Augustu Frederikovi, šestému synovi krále Jiřího III. Ve stejnou dobu byl jmenován baronem Arklowem a hrabětem z Iverness. Titul zanikl princovou smrtí v roce 1843.
I když měl princ August Frederik syna a dceru s Lady Augustou Murray, jejich manželství bylo anulováno na základě porušení Královského zákona o manželství z roku 1772. Jejich děti tak nebyly legitimními potomky a nemohli po svém otci dědit vévodský titul. Obě jejich děti zemřeli bezdětné.
Dne 2. května 1831 se princ August Frederik oženil podruhé (a znovu porušil ustanovení Královského zákona o manželství z roku 1772) s Lady Cecilií Underwood v Londýně. Vzhledem k tomu, že nebyla uznávána jako princova zákonná manželka, nemohla vstoupit do královského dvora. Dne 30. května 1840 získala Cecilie titul vévodkyně z Iverness od královny Viktorie.
Titul vévodkyně ze Sussexu nebyl udělen ani jedné z jeho manželek a tak oficiálně nevznikl.

### Obnovení titulu v roce 2018
V roce 2018 byl titul vévody ze Sussexu udělen princi Harrymu, vnuku královny Alžběty II., při příležitosti jeho sňatku s Meghan Markle, která se stala historicky první vévodkyní ze Sussexu. Současně byl Harry jmenován hrabětem z Dumbartonu ve Skotsku a baronem Kilkeelem v Severním Irsku. V roce 2019 se narodil dědic tohoto titulu, princ Archie Mountbatten-Windsor.
V roce 1999 před svatbou prince Edwarda, nejmladšího syna královny Alžběty II., měl být titul vévody ze Sussexu nebo vévody z Cambridge přisouzen jemu. Namísto toho byl jmenován hrabětem z Wessexu a vévodou z Edinbourghu, což podědil po svém otci, princi Filipovi.
Spekulace o udělení titulu vévody ze Sussexu byly také v roce 2011, kdy se princ William oženil s Catherine Middleton, namísto toho však získal titul vévody z Cambridge.

## Vévodové ze Sussexu
| Vévoda                                                                | Portrét | Narození                                                                            | Manželství                                                                  | Smrt                                       |
| --------------------------------------------------------------------- | ------- | ----------------------------------------------------------------------------------- | --------------------------------------------------------------------------- | ------------------------------------------ |
| August Frederik, vévoda ze Sussexu (1801–1843), Hannoverská dynastie  |         | 27. ledna 1773 Buckinghamský palác, Londýn syn krále Jiřího III. a královny Šarloty | 4. dubna 1793 ∞ Lady Augusta Murray 2. května 1831 ∞ Lady Cecilie Underwood | 21. dubna 1843 Kensingtonský palác, Londýn |
| titul zrušen a znovu obnoven v roce 2018                              |         |                                                                                     |                                                                             |                                            |
| Princ Harry, vévoda ze Sussexu (2018–současnost), Windsorská dynastie |         | 15. září 1984 Nemocnice sv. Marie, Londýn syn prince Charlese a princezny Diany     | 19. května 2018 ∞ Meghan Markle                                             |                                            |